# Justicia brandegeeana
Justicia brandegeeana,  camarón; sin. Beloperone guttata Brandegee es un arbusto perenne siempreverde del género Justicia, nativo de México, Guatemala, Honduras.

## Descripción
Crece hasta 1 m de altura (raramente más) de ramas delgadas y largas. Las hojas son ovales, verdes, 3-7,5 cm de longitud.  Inflorescencias espigas terminales y axilares, hasta 6 cm de largo, pedúnculos 0.5–1 cm de largo, brácteas imbricadas, ovadas, 16–20 mm de largo. Flores blancas, extendiéndose con  brácteas rojas que lo asemejan en algo a un langostino, de allí uno de sus nombres comunes: camarón. Frutos 12 mm de largo, pubérulos.

### Cultivo y usos
Es un arbusto ornamental, pervive a la sombra de áreas tropicales y puede propagarse por esquejes; en suelo muy bien drenado, y  generalmente requiere bajo mantenimiento y tolera sequía. Las flores se marchitan algo a pleno sol.
Las flores atraen colibríes y mariposas. Hay varios cultivares, con diferentes coloraciones florales: amarillos, rosados y rojo negruzcos.
Está naturalizado en Sudamérica y en Florida.

## Taxonomía
Justicia brandegeeana fue descrita por Wassh. & L.B.Sm. y publicado en Flora Ilustrada Catarinense 1(Acanthaceae): 102. 1969.
Etimología
Justicia: nombre genérico otorgado en honor de James Justice (1730-1763), horticultor escocés.
brandegeeana: epíteto nombrado en honor del botánico estadounidense Townshend S. Brandegee (1843-1925); y cuyo nombre binomial comúnmente se mal escribe "brandegeana".
Sinonimia
- Beloperone guttata Brandegee
- Calliaspidia guttata (Brandegee) Bremek.
- Drejerella guttata (Brandegee) Bremek.[3]

## Galería

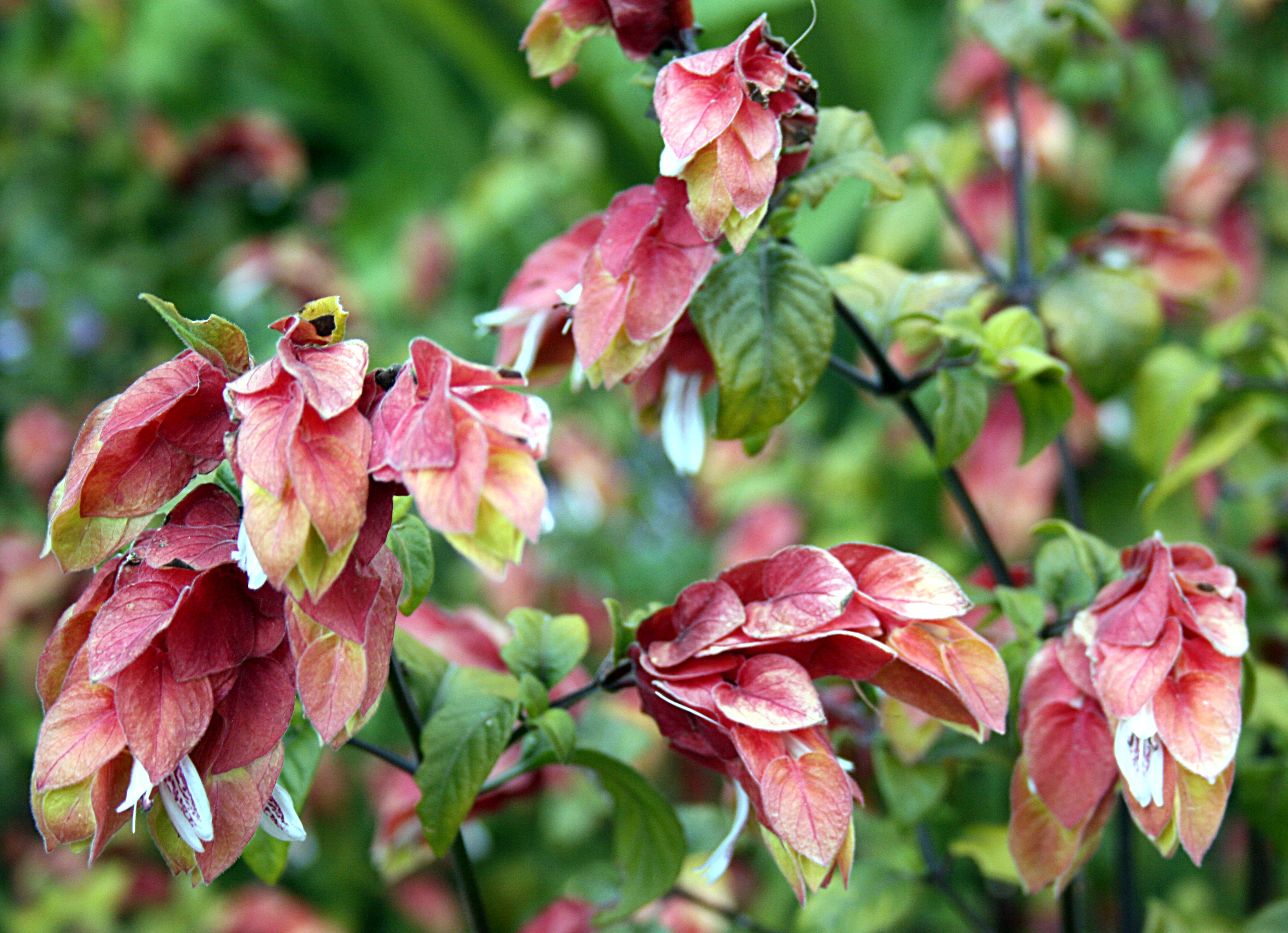
Su cultivo en Madeira
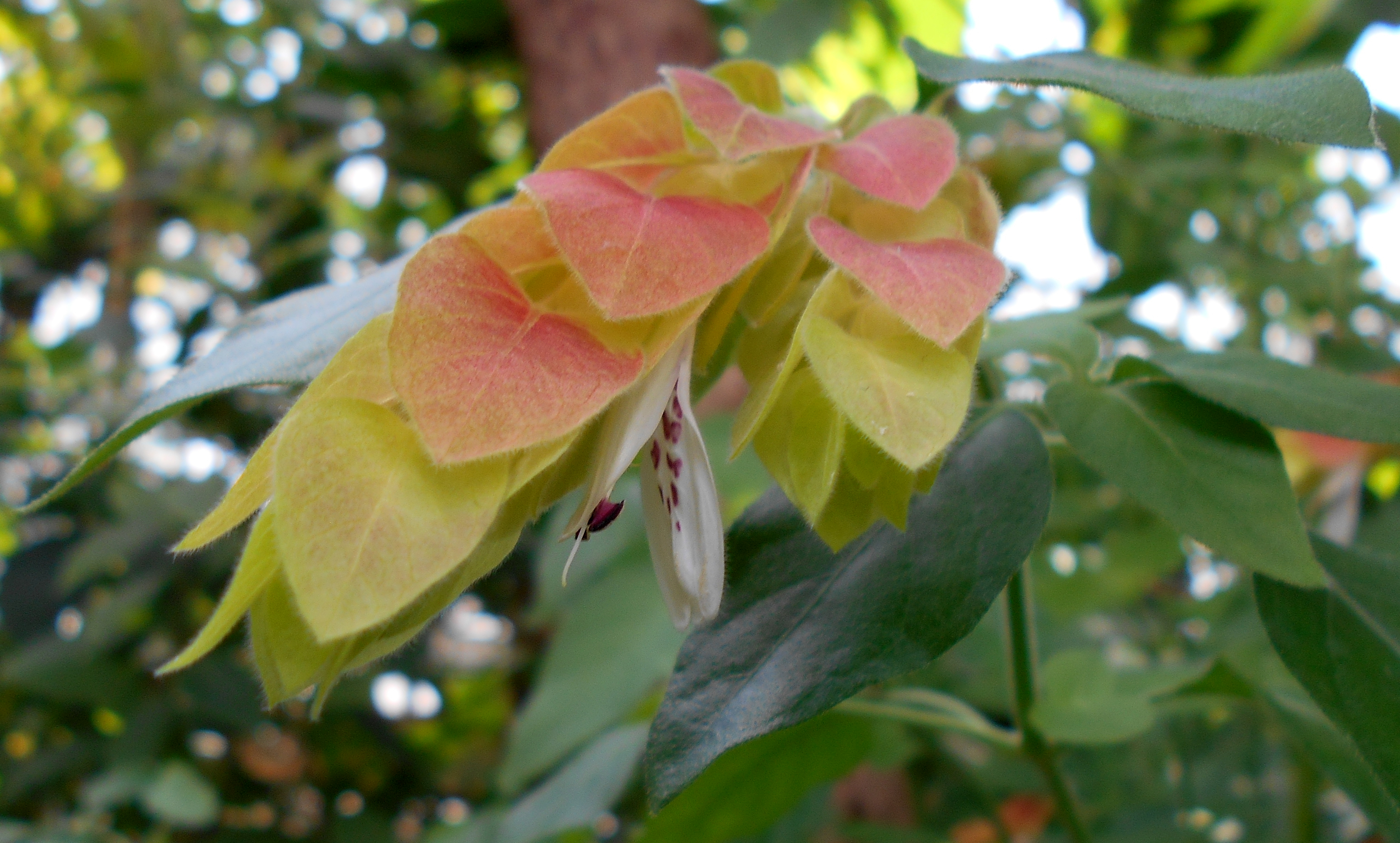
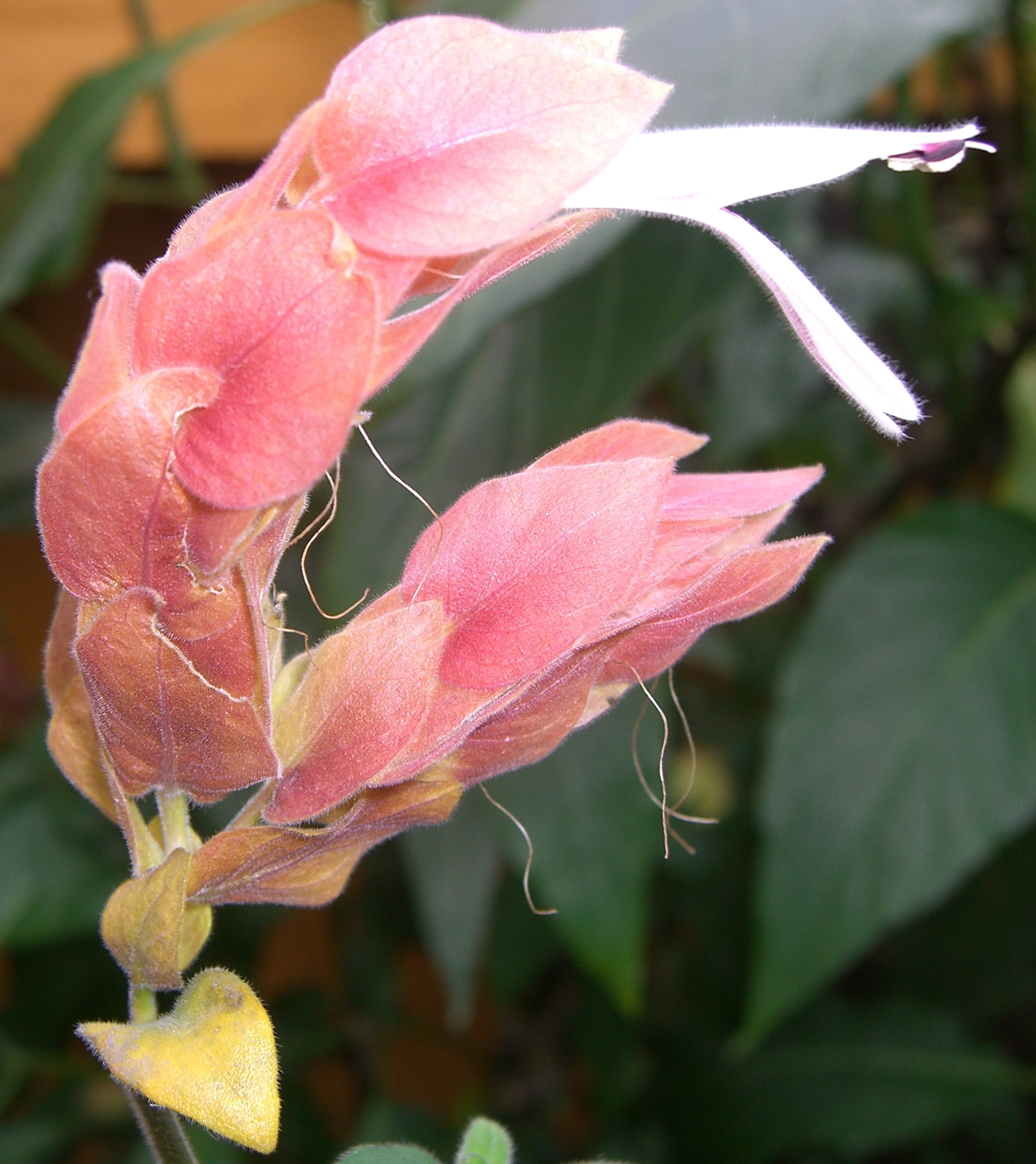
Flor en el Jardín Botánico José Celestino Mutis
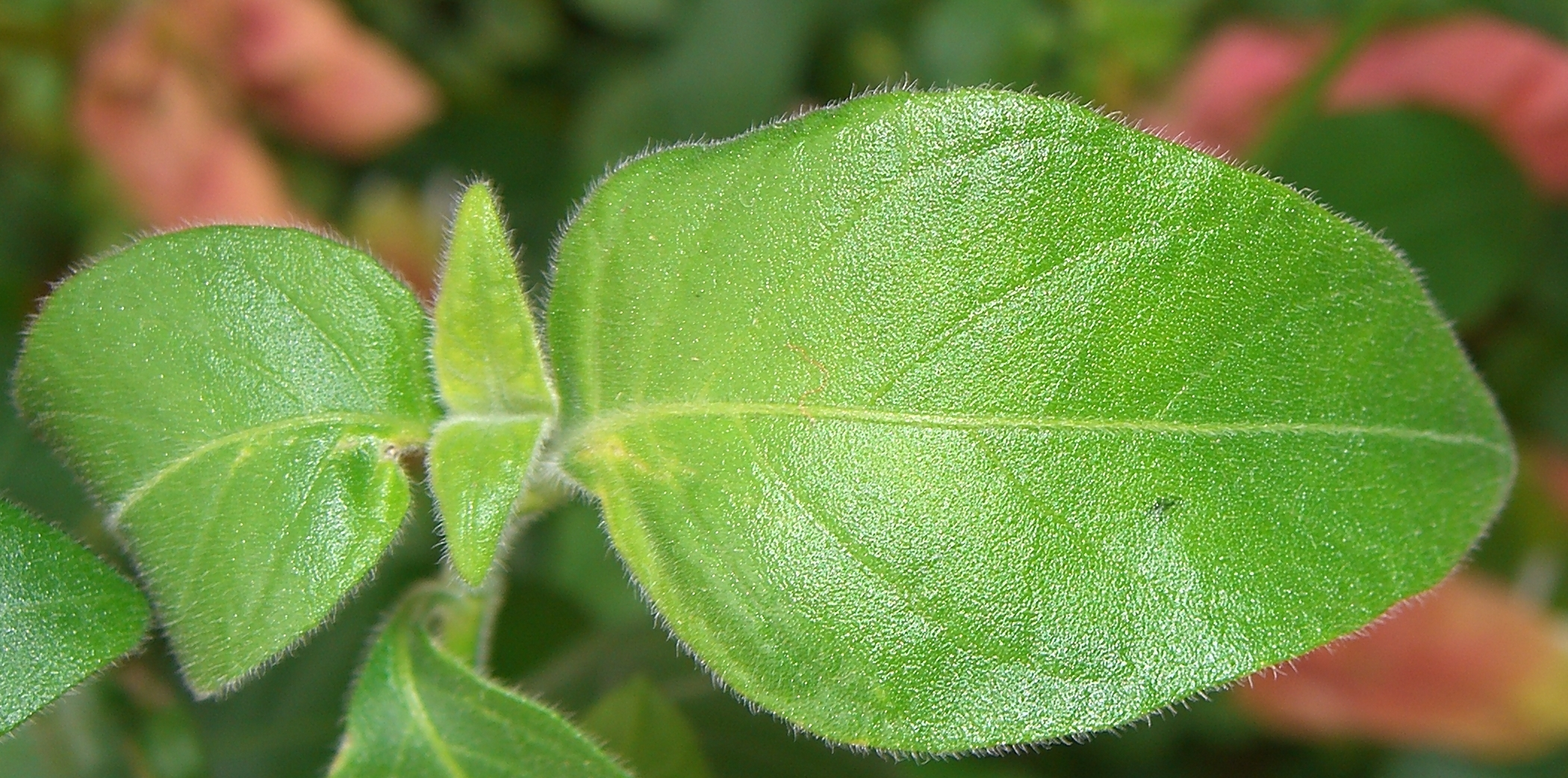
Hojas en el Jardín Botánico José Celestino Mutis
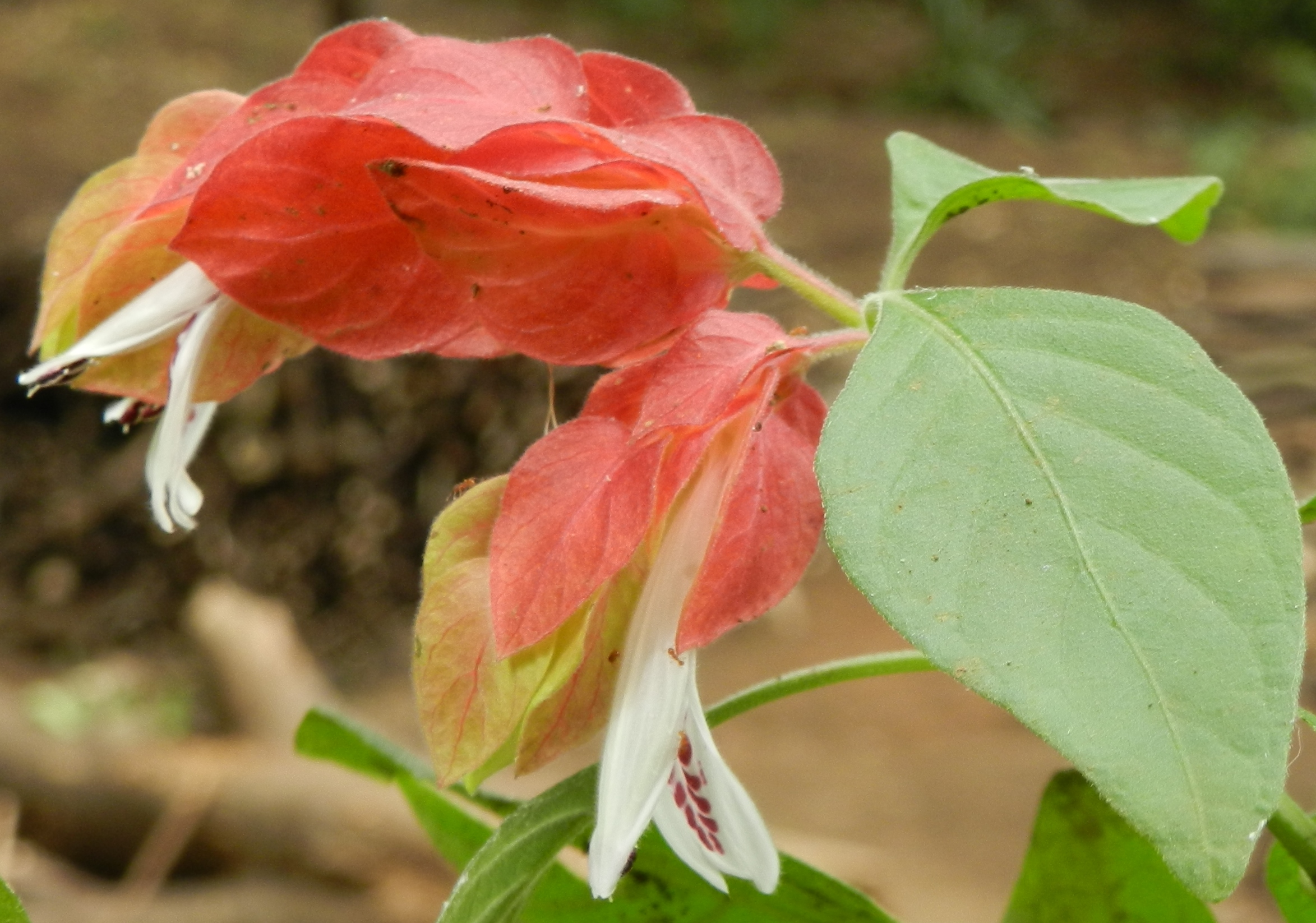
Justicia Brandegeeana en El Crucero, Managua, Nicaragua.
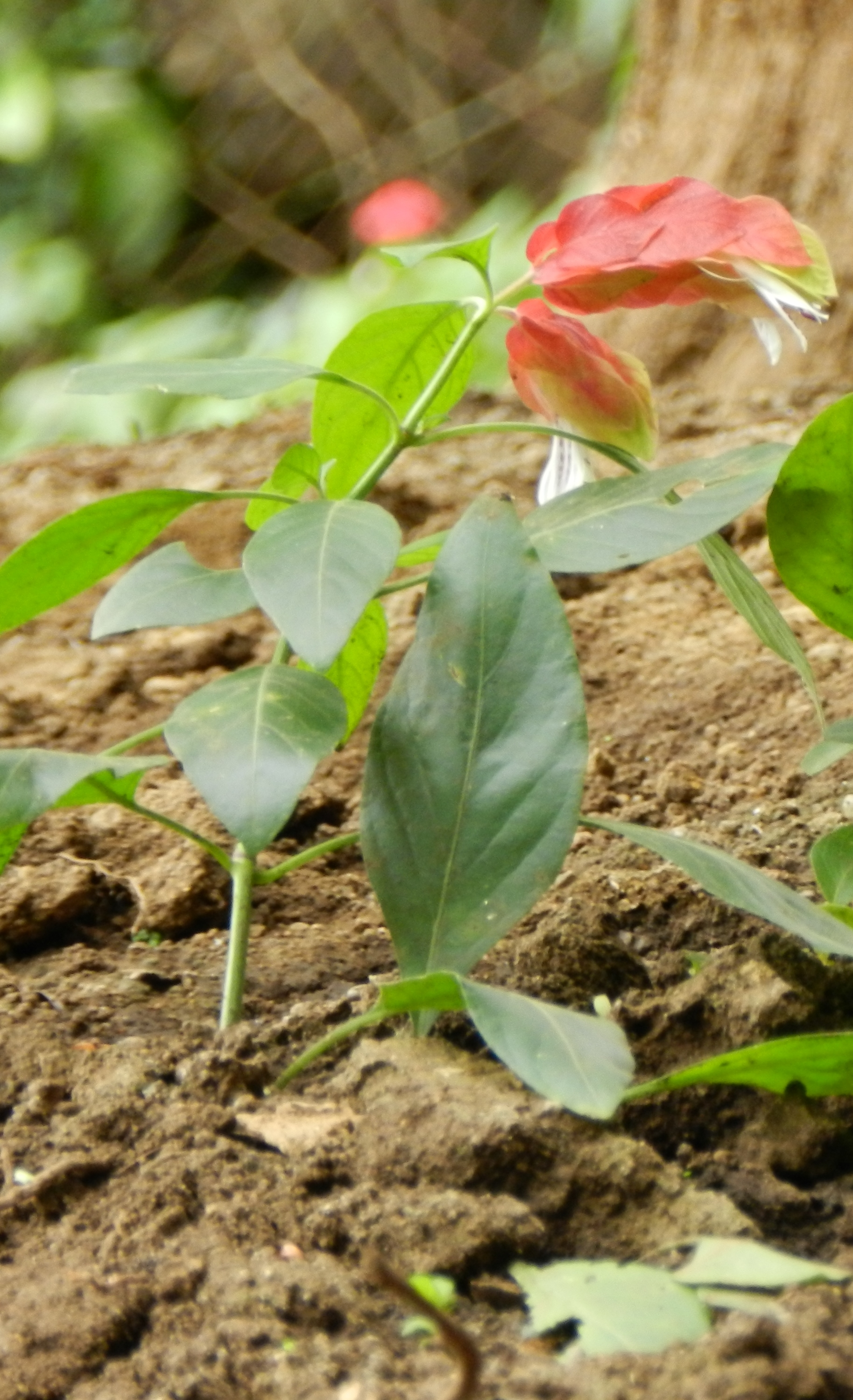
Justicia Brandegeeana en El Crucero, Managua, Nicaragua.
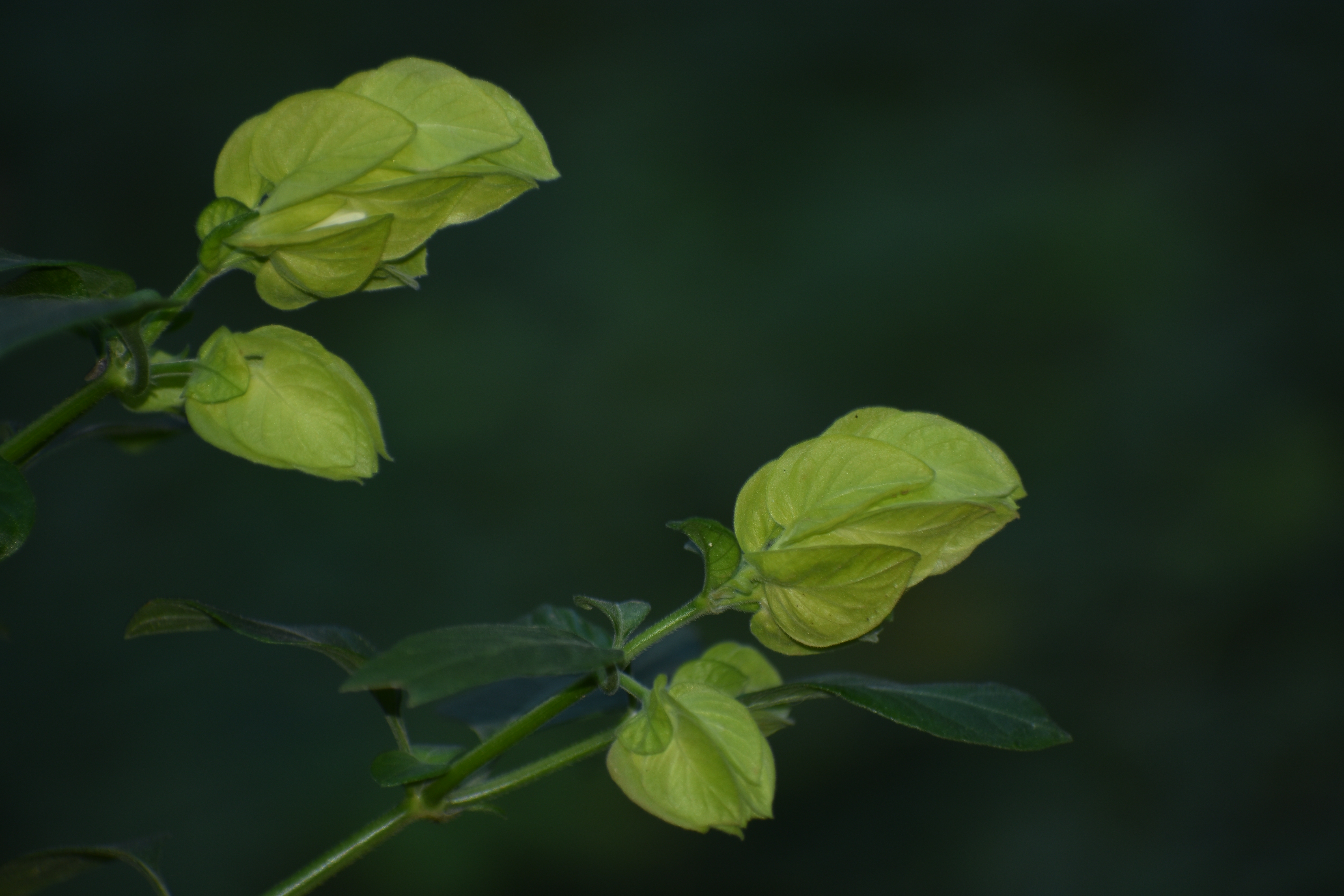
Justicia brandegeeana en El Crucero, Managua, Nicaragua.
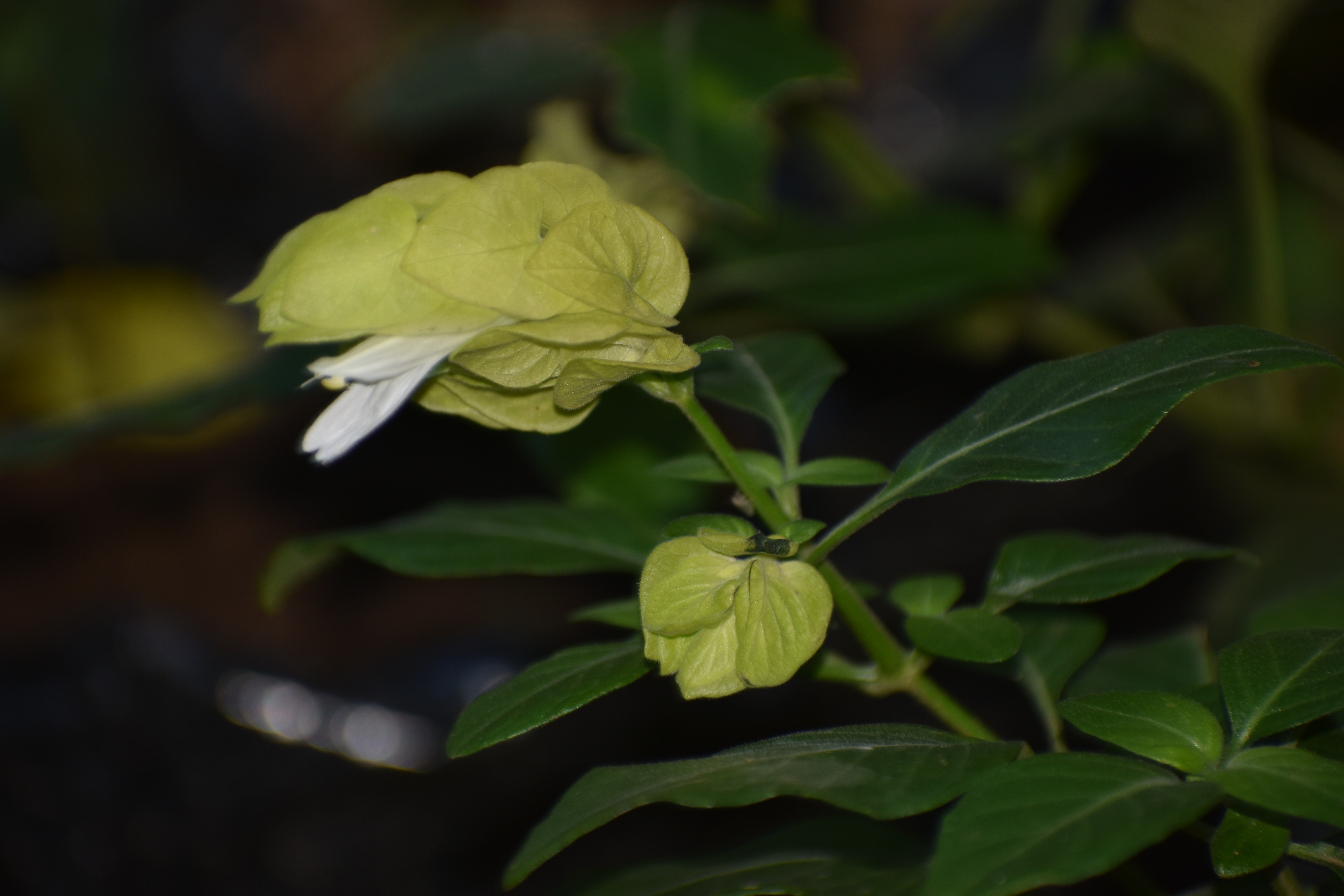
Justicia brandegeeana en El Crucero, Managua, Nicaragua.